# Saipanettidae
Saipanettidae is een familie van kreeftachtigen uit de klasse van de Ostracoda (mosselkreeftjes).

## Geslacht
- Saipanetta McKenzie, 1968